# Manuel Elkin Patarroyo
Manuel Elkin Patarroyo Murillo (Ataco, 3 novembre 1946 – Bogotà, 9 gennaio 2025) è stato un medico colombiano, noto per aver sviluppato un vaccino contro la malaria noto come SPf66.

## Biografia
Nato ad Ataco, città colombiana del Dipartimento di Tolima, si laurea in Medicina e Chirurgia presso la Universidad Nacional de Colombia e si specializza in immunologia negli USA. 
Nel 1984 fonda e dirige l'Instituto de Inmunología del Hospital San Juan de Dios di Bogotà.
Attualmente è professore della Universidad Nacional colombiana e professore associato presso la Rockfeller University di New York.

## Efficacia del vaccino SPf66
Il vaccino fu sviluppato nel 1987 fu valutato tramite studi clinici, voluti dall'Organizzazione mondiale della sanità, svoltisi in Gambia, Tanzania e Thailandia con risultati contrastanti. Nel 2009 uno studio della Cochrane Collaboration ha stabilito un'efficacia nulla del vaccino in Africa e in Asia e una bassa ma significativa efficacia del 28% in Sud America. Al 2014, il vaccino SPf66 non viene raccomandato dall'OMS per la profilassi della malaria ed è classificato come "inattivo dopo valutazione clinica".
Patarroyo ha accusato l'OMS di sottostare a interessi delle multinazionali farmaceutiche e ha imputato il fallimento degli studi condotti in Africa alla troppo giovane età di vaccinazione, che in Sud America viene effettuata solo dopo il primo anno di vita.

## Riconoscimenti
Nel 1994 Patarroyo ricevette il Premio Principe delle Asturie nella categoria "Ricerca scientifica e tecnica".